# Yam
Yam eller Yam-Nahar var en havsgud i syrisk-fenicisk religion. Mytologiska texter från bronsåldersstaden Ugarit skildrar hur Yam (och dödsguden Mot) blir besegrad av stormguden Baal vid en intern maktkamp bland gudarna. Det är möjligt att triaden Baal-Yam-Mot, via kulturkontakter, gav upphov till den grekiska brödratrion Zeus-Poseidon-Hades.